# 渔洲坪街道
渔州坪街道，是中华人民共和国广西壮族自治区防城港市港口区下辖的一个乡镇级行政单位。

## 行政区划
渔州坪街道下辖以下地区：
渔州社区、珠沙港社区和车辽社区。